# Damba
Damba is een stad en een gemeente in de provincie Uíge in Angola. De gemeente had in 2014 66.472 inwoners.
De luchthaven van Damba is Damba Airport.

## Geboren
- Vata (1961), voetballer